# 죽여주는 여자
"죽여주는 여자"는 2016년에 개봉한 대한민국의 영화이다.

## 캐스팅
- 윤여정 : 소영 역
- 전무송 : 재우 역
- 윤계상 : 도훈 역
- 안아주 : 티나 역
- 박규채 : 세비로송 역
- 조상건 : 종수 역
- 최현준 : 민호 역
- 예수정 : 복희 역
- 정재웅 : 다큐감독 역
- 박승태 : 눈썹문신녀 역
- 체리쉬 라미레즈 : 까밀라 역
- 서현우 : 의사 역
- 공호석 : 노인 1 역
- 민경진 : 노인 2 역
- 김수웅 : 노인 3 역
- 양성훈 : 노인 4 역
- 강희중 : 노인 5 역
- 제레미 : 흑인장교 역
- 안내쉬 : 필리핀남자 역
- 그라시아 : 아딘두 역
- 김수현 : 세비로송 아들 역
- 소희정 : 세비로송 며느리 역
- 하정훈 : 세비로송 손자 역
- 김설화 : 세비로송 손녀 역
- 주연아 : KFC직원 역
- 한겸 : 간호사 1 역
- 박인지 : 간호사 2 역
- 김혜윤 : 간호사 3 역
- 박윤호 : 산책로 사내 역
- 임용순 : 경비원 역
- 주인영 : 이주센터직원 역
- 신의현 : 국선변호사 역
- 권오진 : 주사중년남 역
- 양현태 : 재일교포남 역
- 김연정 : 간병인 역
- 엄옥란 : 종묘사주인 역
- 윤효진 : 일수할머니 역
- 색자 : 슈슈 역
- 김승아 : 백댄서 1 역
- 최성은 : 백댄서 2 역
- 손성호 : 형사 1 역
- 차승호 : 형사 2 역
- 김준형 : 형사 3 역
- 송하림 : 단속반 역
- 정연 : 아나운서 역
- 백예현 : 폐지노파 역
- 박성진 : 휠체어노인 역
- 김한나 : 조깅녀 1 역
- 고은민 : 조깅녀 2 역
- 배흥권 : 세탁소 남자주인 역
- 지말례 : 세탁소 여자주인 역
- 파티마 : 이슬람소녀 역
- 김남호 : 남자기자 (목소리) 역
- 배은지 : 여자기자 (목소리) 역
- 정보람 : 사진 대역 역

## 수상
- 2016년 제10회 몬트리올 판타지아국제영화제 각본상 - 이재용
- 2016년 제10회 몬트리올 판타지아국제영화제 여우주연상 - 윤여정
- 2016년 제17회 아시아티카영화제 작품상
- 2016년 제10회 아시아 태평양 스크린 어워드 심사위원대상 - 윤여정
- 2016년 제17회 올해의 여성영화인상 올해의 여성영화인상 - 윤여정